# ポルノ☆スターへの道
『ポルノ☆スターへの道』（Bucky Larson: Born to Be a Star）は、ハッピー・マディソン・プロダクションズ製作、コロンビア ピクチャーズ製作による2011年のコメディ映画である。

## あらすじ
両親が70年代有名AV男優女優、根はやさしいがちょっとずれてる男バッキーがAVスターになる野望を抱き都会に出る。

## キャスト
- ニック・スウォードソン
- クリスティーナ・リッチ
- ドン・ジョンソン
- スティーヴン・ドーフ
- イードゥー・モセリ
- ケヴィン・ニーロン
- エドワード・ハーマン
- ミリアム・フリン
- マリオ・ジョイナー
- ニコラス・タートゥーロ
- メアリー・パット・グリーソン
- アダム・サンドラー
- カーティス・アームストロング
- ブランドン・ハーデスティ
- アダム・ハーシュマン
- ポーリー・ショア
- ビバリー・ポルシン
- ジョナサン・ローラン
- ピーター・ダンテ
- ジミー・ファロン

## 評価

### 批評家の反応
本作は批評家向けの事前試写無しで封切られた。Rotten Tomatoesでは35件のレビューすべてが不支持で、平均点は10点満点で1.6点となり
、2011年最低の数値となった。またMetacriticでの加重平均値は13件のレビューで9/100であり、2011年に拡大公開された映画の中で最低の数値となった。
第32回ゴールデンラズベリー賞では最低作品賞、最低男優賞（ニック・スウォードソン）、最低監督賞、最低脚本賞、最低スクリーンサンブル賞、最低続編・リメイク・盗作・前日譚賞（『ブギーナイツ』と『スタア誕生』の盗作扱い）の6部門でノミネートされたが、『ジャックとジル』が全部門を制覇したことにより受賞は免れた。

### 興行収入
公開初週末に140万ドルを売り上げて初登場15位となり、興行は失敗に終わった。2週後に劇場公開が終了し、累計興行収入は約250万ドルに終わった。
製作費は1000万ドル以下である。